# Бершов, Сергей Игоревич
Сергей Игоревич Бершов (род. 31 марта 1947, Белая Глина, Свердловская область) — советский и украинский спортсмен-альпинист.
Мастер спорта по скалолазанию (1971), мастер спорта по альпинизму 1973 год, Заслуженный мастер спорта СССР и мастер спорта международного класса (1982 год), «Снежный Барс» (1988 год), ЗТ Украины (1990 год), инструктор-методист 2-й категории. Чемпион СССР и Украины.

## Биография
Родился 31 марта 1947 года в селе Белая Глина Верхотурского района Свердловской области.
Детство провёл в городе Мерефа Харьковской области.
Работал слесарем, электромонтером, маляром-высотником. После окончания Киевского института физкультуры работал инструктором облспорткомитета. Доцент Харьковского института физкультуры.
Сергей Бершов стал очень известным скалолазом, альпинистом и лыжником благодаря своей невероятной выносливости. В детстве у него были проблемы с сердцем, и врачи запретили ему заниматься спортом. Однако Сергей поступил по-своему и стал активным спортсменом, через десять лет врачи не нашли у него никаких проблем с сердцем.
В альпинизм пришёл в 1965 году, благодаря своему первому тренеру, известному харьковскому альпинисту Владимиру Иосифовичу (Вилу) Поберезовскому. Первое восхождение совершил в 1965 году на в. Виа-тау (3820 м).
В 1969 году окончил Харьковскую городскую школу инструкторов по альпинизму. Многие годы работал инструктором в альплагерях Кавказа, тренером в экспедициях и при подготовке команд к чемпионатам Советского Союза, Украины, ВЦСПС. Сергей Бершов активно занимался скалолазанием, которое в то время только начало развиваться в СССР. Несмотря на отсутствие специализированных скалодромов, тренировки харьковских скалолазов происходили на старых кирпичных стенах и на скалах Крыма. Бершов пятнадцать раз выигрывал соревнования по скалолазанию в СССР, шесть раз становился чемпионом и призёром международных соревнований. Трижды был чемпионом СССР по альпинизму — в 1973, 1974, 1986 годах в техническом и скальном классах, восемь раз — призёром чемпионата СССР. За время занятий альпинизмом совершил более ста восхождений 5Б и 6 к.тр., в том числе 22 первопрохождения и первовосхождения.
Несмотря на неюношеский возраст, сохраняет спортивную форму, позволяющую ему ходить первым на скальных альпинистских маршрутах высшей категории. Отработал в горах, в качестве инструктора или тренера, 1600 дней. В 1975 году стал одним из первых советских альпинистов, прикоснувшихся к скалам Йосемитов. Шёл первым во время первого «русского» прохождения маршрута «Салатэ» на Эль-Капитане.
В качестве старшего тренера готовил пять Гималайских экспедиций. Более 20 раз поднимался на семитысячники Советского Союза. В составе сборных команд совершил выдающиеся восхождения в горах Швейцарии, Италии, США, Франции, ФРГ, Непала, Японии.
С 1981 года — член штатной команды альпинистов Спорткомитета СССР, после распада Советского Союза — член штатной команды альпинистов Украины и одновременно — её тренер.
В 1982 году — участник в первой советской экспедиции на Эверест. Достиг вершины ночью 4 мая 1982 года в связке с Михаилом Туркевичем. Это было первое ночное восхождение на вершину мира. По итогам работы первой советской гималайской экспедиции ему, как и другим членам команды, было присвоены звания Заслуженный мастер спорта и Мастер спорта международного класса.
В 1989 году участвует в гималайской советской экспедиции — траверса всех четырёх вершин Канченджанги. 14 апреля 1989 года совершает восхождение на Канченджангу Южную (8491м) — первопрохождение в рамках подготовки траверса массива. 1 мая 1989 года совершает траверс-первопрохождение Ялунг-Канг(8505м) — Канченджанга Главная (8586м) — Канченджанга Средняя (8478м) — Канченджанга Южная (8491м). Этот траверс был пройден за один день! За мужество и героизм при покорении Канченджанги награждён орденом «Дружбы народов» (9 января 1990 г.).
16 октября 1990 года в связке с Владимиром Каратаевым совершает в тяжелейших погодных условиях первопрохождение Южной стены Лхоцзе (8516м), которую безуспешно пытались пройти многие альпинисты мира. От неё отступал трижды Райнхольд Месснер. Выдающийся польский альпинист Ежи Кукучка пророчески сказал, что если он не пройдет эту стену в 1989, то в 90-м её пройдут русские. Кукучка остался там в 1989 — советские альпинисты нашли на стене обрывок его веревки. Восхождение Бершова — Каратаева стало наивысшим спортивным достижением мирового альпинизма. Сильные снегопады, лавины и холод пытались помешать экспедиции. Сергей Бершов и его напарник находились без кислорода четыре дня на высоте 8 тысяч метров, выжидая хорошую погоду. Бершову и Каратаеву это восхождение далось тяжело. Без помощи Туркевича и Копейки Каратаеву было бы трудно спуститься. Райнхольд Месснер назвал это восхождение «восхождением XXI века».
20 ноября 1996 года в связке с Игорем Свергуном восходит на Аннапурну (8091м), по Южной стене, по маршруту Бонингтона.
31 июля 1997 года совершает восхождение на Нанга-Парбат (8125м), м-т Кингстофера, в двойке с В.Терзеулом.
1 мая 1998 года совершает восхождение на Шиша-Пангма (8012м), по классике, в альпийском стиле, с А.Боковым и И.Свергуном.
17 мая 2000 года — Эверест, С. В. гребень. Повторяет восхождение на Эверест с экспедицией краснодарских альпинистов, в качестве тренера-консультанта. Гималайский опыт способствовал тому, что весь спортивный состав экспедиции — 12 человек достигли вершины.
2003 год — Мак-Кинли
2004 год — Чо-Ойю (8201 м)
2005 год — третье восхождение на Эверест (8848 м) с И.Свергуном
2007 год — Хидден-пик (до высоты 7800 м)
2008 год — Броуд-пик (до 7300)
Многократно участвовал в спасательных работах: на Ушбе, Эльбрусе (5642 м), п. Вольной Испании (4200 м), Мижирги (5025 м), Чатын-тау (4368 м), п. Клары Цеткин (6641 м), пик Коммунизма (7495 м), Хан-Тенгри (6995 м), Нанга-Парбат (8125 м) и на Эвересте (8848 м).
12 лет участвовал в сложных высотных работах на ретрансляторах и в строительстве (Промышленный альпинизм).
Автор газетных и журнальных публикаций, им написаны в соавторстве с журналисткой Александрой Парахоней три книги — «Шаги по вертикали» (1985), «Да обойдут тебя лавины» (1992) и «Южная стена Лхоцзе» (2012).

## Личная жизнь
Супруга - Татьяна Бершова – мастер спорта СССР по альпинизм, инструктор I категории по альпинизму. 
Дети – Олег (с 14 лет занимается альпинизмом), Марина и Анастасия (с 13 лет занимается альпинизмом). Внуки - Михаил, Анна, София, Мария и Лилит. 

## Награды
- За достижения в альпинизме награждён орденами Трудового Красного Знамени (1982), Дружбы народов (1990), «За заслуги» III степени (1996)[3], «За мужество» II степени (1999)[4].
- В 1989 году был удостоен Почётного знака ЦК ВЛКСМ «Спортивная доблесть».
- Награждён серебряной медалью «За заслуги в развитии Кубани».
- В 2004 году удостоен звания «Почётный гражданин города Харькова».
- В 2012 году награждён знаком «Восходитель на Эверест»